# Hans Reinermann
Hans Reinermann (ur. 18 stycznia 1946) – niemiecki lekkoatleta, sprinter. W czasie swojej kariery reprezentował Republikę Federalną Niemiec.
Na pierwszych europejskich igrzyskach halowych w 1966 w Dortmundzie zdobył złoty medal w sztafecie 4 × 2 okrążenia (w składzie: Jörg Jüttner, Rainer Kunter, Reinermann i Jens Ulbricht). Odpadł w eliminacjach biegu na 400 metrów na europejskich igrzyskach halowych w 1968 w Madrycie.
Był brązowym medalistą mistrzostw RFN w biegu na 200 metrów w 1965 i w biegu na 400 metrów w 1967. Był również halowym wicemistrzem w biegu na 400 metrów w 1968 i 1971.
Startował w klubie OSV Hörde.